# Popychacz

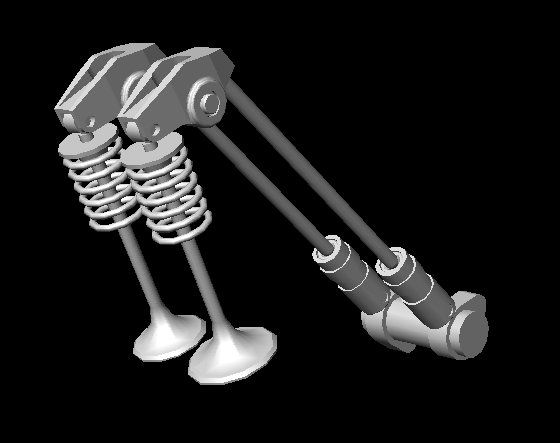
Elementy składowe systemu sterowania zaworami przez popychacze

Popychacz – rodzaj członu mechanizmu przenoszący obciążenia wzdłużne. Popychacz w przeciwieństwie do cięgna jest członem sztywnym, może więc być także ściskany. Najczęściej popychacz jest częścią mechanizmu krzywkowego. Popychacz jest wykonywany najczęściej z żeliwa lub stali niestopowej. W celu zwiększenia twardości i odporności na zużycie stopa popychacza żeliwnego jest odbielana, a popychacza stalowego nawęglana i hartowana.
Typowe popychacze to:
- płaskie,
- rolkowe,
- dźwigniowe,
- hydrauliczne.